# Родін Петро Родіонович
Родін Петро Родіонович (* 17 червня 1922, Крюки Покровського району, сучасний Петушинський район Владимирської області — 24 січня 2008, Київ), український вчений-металознавець, 1961 — доктор наук, 1972 — заслужений працівник вищої школи УРСР, 1976 — член-кореспондент АН УРСР. 1979 та 1991 — лауреат Державної премії УРСР; 1976 року нагороджений орденом Трудового Червоного Прапора, 1961 та 1971 — орденами «Знак Пошани», 1982 — орденом Дружби народів, 1998 — орденом «За заслуги» ІІІ ступеня, медалями.

## Життєпис
Народився в багатодітній родині лісника, батько був в селі єдиним, що знав грамоту, мав бібліотеку. Крім Петра, у матері було ще 8 дітей.
1938 року закінчив із золотою медаллю школу, поступає до Московського авіаційно-технологічного інституту на моторобудівний факультет, одночасно працював на заводі.
1945 року з відзнакою закінчив інститут, поступає до аспірантури, 1949 року захищає кандидатську, до 1963 працює в Одеському політехнічному інституті: старший викладач кафедри, доцент, завідувач кафедри і декан механічного факультету, професор.
1961 року захищає докторську дисертацію.
В 1963—1978 роках працює начальником Управління науково-дослідницьких робіт, входить до складу колегії Мінвузу УРСР. Одночасно працює в КПІ — професор, завідує кафедрою технології машинобудування.
1969 року засновує та керує кафедрою інструментального виробництва.
1978 року переходить на постійну роботу в КПІ — до 1991 очолював кафедру інструментального виробництва.
Багато років очолював спеціалізовану раду КПІ по захисту докторських дисертацій.
Як педагог підготував 39 кандидатів та 7 докторів наук.
Опубліковано його 40 підручників та монографій, багато з них перекладено іноземними мовами.
Є власником більше 100 авторських свідоцтв та патентів.
1998 — заслужений професор НТУУ «КПІ», почесний доктор Харківського політехнічного інституту, почесний професор Житомирського технологічного інституту.

Лауреат Державної премії України в галузі науки і техніки (1991)

Був в складі Комітету з Державних премій у галузі науки і техніки, в 1984—1991 роках — у складі Експертної ради ВАК СРСР з машинобудування, в 1998—2001 роках — голова Експертної ради ВАК України з машинобудування.
В 1976—1985 роках був членом делегації УРСР на п'яти генеральних конференціях ЮНЕСКО.